# SH2D1A
Le SH2D1A est un gène localisé sur le chromosome X. Ce gène comprend environ 25 000 paires de base se répartissant en quatre exons. Ce gène code une protéine de 128 acides aminés nommée SAP (signalling lymphocyte activation molecular [SLAM] associated protein). Le rôle exact de cette protéine est inconnu mais elle interviendrait dans le signal activant les lymphocytes T.
Les mutations pathologiques de ce gène sont responsables de la maladie lymphoproliférative liée à l'X.
1. 1 2 3  GRCh38: Ensembl release 89: ENSG00000183918 - Ensembl, May 2017
2. 1 2 3  GRCm38: Ensembl release 89: ENSMUSG00000005696 - Ensembl, May 2017
3. ↑  « Publications PubMed pour l'Homme », sur National Center for Biotechnology Information, U.S. National Library of Medicine
4. ↑  « Publications PubMed pour la Souris », sur National Center for Biotechnology Information, U.S. National Library of Medicine